# Monastero di Santa Maria del Rio
Il complesso monastico di Santa Maria del Rio è stato un luogo di culto cattolico situato nel comune di Noli, in via Monastero, in provincia di Savona. La struttura - dismessa nel 1520 - è posta al di fuori della cinta muraria nolese, lungo la strada principale per la località di Voze.

## Storia e descrizione
L'edificio religioso era costituito - oltre che al convento fondato nel corso del XIII secolo - dalla chiesa inizialmente intitolata a san Francesco d'Assisi. Quest'ultima, adiacente alla strada, presentava una pianta longitudinale a navata unica e con la zona absidale rivolta verso il mare.
Dall'11 settembre 1291 divenne un complesso monastico dell'Ordine cistercense e l'attigua chiesa cambiò denominazione in santa Maria, titolo che mantenne fino al 1520, anno della soppressione del monastero. Successivamente la struttura venne annessa alla chiesa e cenobio di Santa Maria di Finale Pia dei Padri Olivetani con una nuova intitolazione della chiesa verso san Benedetto da Norcia. Saranno i monaci ad occuparsi dei terreni coltivati intorno al complesso, ad officiare le funzioni religiose e a provvedere all'insegnamento scolastico.
Con la soppressione degli ordini religiosi - durante la dominazione della Repubblica Ligure nel Primo Impero francese - venne di fatto decretata la cessione della vita religiosa dell'abbazia di Finale Pia e conseguentemente anche di quella nolese. Del sito di Noli rimangono poche tracce in quanto la struttura venne nel tempo sempre più trasformata per esigenze abitative.